# Velký Újezd (Olomouc)
Velký Újezd é uma comuna checa localizada na região de Olomouc, distrito de Olomouc.